# Mitch Haniger
Mitchell Evan Haniger (Mountain View, 23 dicembre 1990) è un giocatore di baseball statunitense, esterno per i Seattle Mariners della Major League Baseball.

## Carriera

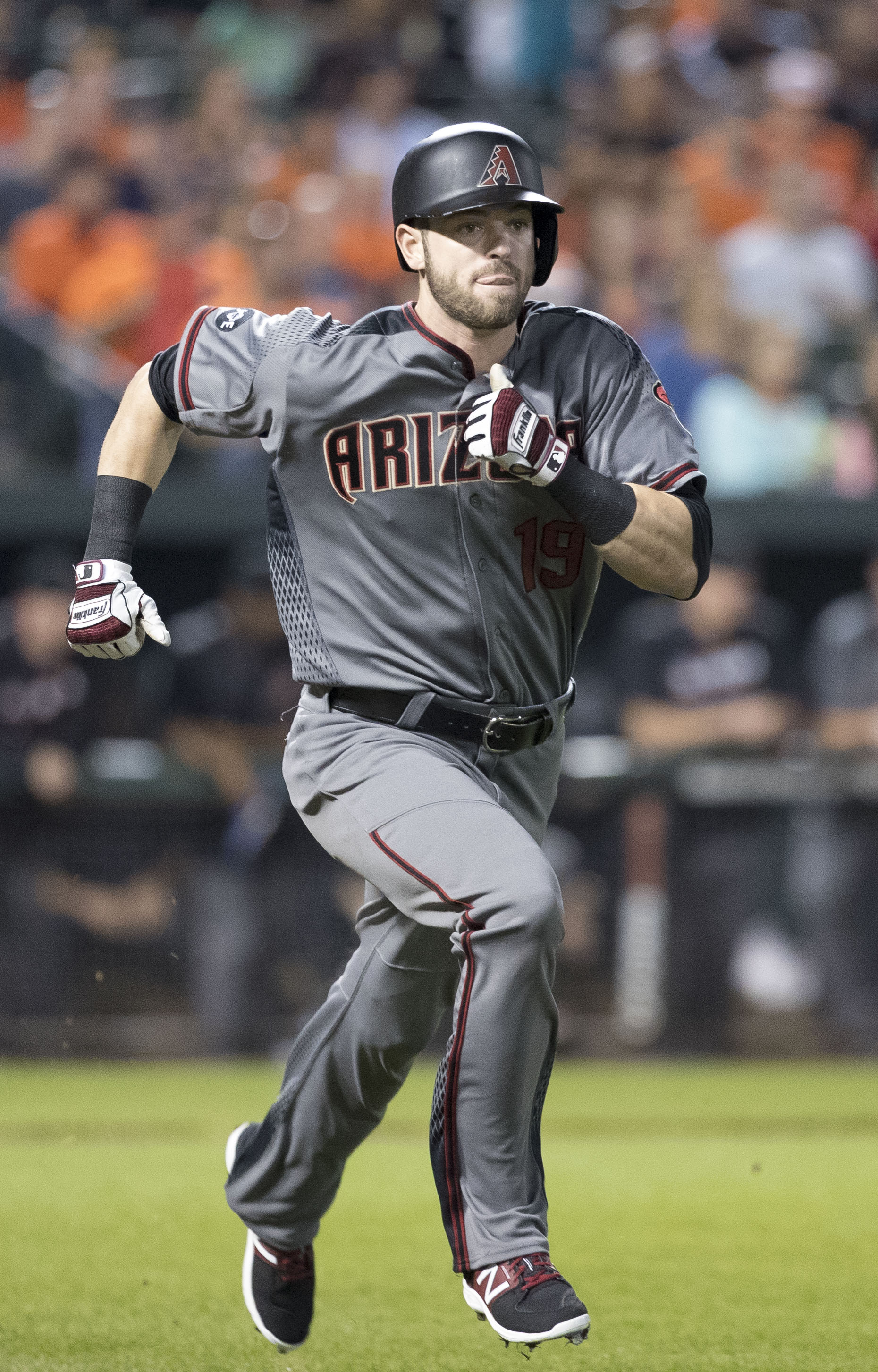
Haniger con i Diamondbacks nel 2016

### Gli inizi e Minor League (MiLB)
Haniger si diplomò alla Archbishop Mitty High School di San Jose, prima di venire selezionato, nel 31º turno del draft MLB 2009 dai New York Mets. Rifiutò l'offerta e si iscrisse alla California Polytechnic State University di San Luis Obispo.
Entrò nel baseball professionistico quando venne selezionato nel primo turno, come 38ª scelta assoluta del draft 2012, dai Milwaukee Brewers. Il 31 luglio 2014, i Brewers scambiarono Haniger e Anthony Banda con gli Arizona Diamondbacks per Gerardo Parra.

### Major League (MLB)
Haniger debuttò nella MLB il 16 agosto 2016, al Chase Field di Phoenix contro i New York Mets, battendo la sua prima valida. Il 23 novembre dello stesso anno, i Diamondbacks scambiarono Haniger, Zac Curtis e Jean Segura con i Seattle Mariners per Ketel Marte e Taijuan Walker.
Nel 2018 venne convocato per la prima volta per l'All-Star Game e partecipò nel mese di novembre al MLB Japan All-Star Series.
Il 6 giugno 2019, Haniger venne inserito nella lista degli infortunati concludendo in anticipo la stagione, a causa della rottura di un testicolo, causatagli dall'impatto con una palla da baseball colpita da lui in foul direttamente nella sua zona inguinale.
Il 13 febbraio 2020, Haniger subì un'operazione chirurgica all'ernia del disco, che lo costrinse a saltare anche la stagione 2020. Ritornò in campo durante lo spring training 2021.

## Palmarès
- MLB All-Star: 1

2018
- Giocatore della settimana: 1

AL: 18 luglio 2021